# Rhabdomastix (Rhabdomastix) trichophora
Rhabdomastix (Rhabdomastix) trichophora is een tweevleugelige uit de familie steltmuggen (Limoniidae). De soort komt voor in het Nearctisch gebied.